# Auriscalpium dissectum
Auriscalpium dissectum là một loài nấm trong họ Auriscalpiaceae của bộ Russulales. Được tìm thấy ở Zaire, nó đã được mô tả năm 1979.